# Daphnis et Chloé 66
Pour les articles homonymes, voir Daphnis et Chloé.
Pour plus de détails, voir Fiche technique et Distribution.
Daphnis et Chloé 66 (Δάφνις και Χλόη '66, Dáphnis kai Khlói '66) est un drame sentimental grec réalisé par Mika Zaharopoulou et sorti en 1966. Il s'agit du premier long métrage de son réalisateur.
Le film, tourné entre la Grèce et Paris, est une réinterprétation contemporaine (dont le cadre des années 1960) du mythe de Daphnis et Chloé, daté du IIe ou IIIe siècle de l'ère chrétienne. Ce mythe avait déjà été adapté au cinéma dans Daphnis et Chloé en 1931 par Oréstis Láskos.

## Fiche technique
- Titre français : Daphnis et Chloé 66[2],[3],[4]
- Titre original : Δάφνις και Χλόη '66, Dáphnis kai Khlói '66[5],[6]
- Réalisation : Mika Zaharopoulou
- Scénario : Mika Zaharopoulou, d'après Daphnis et Chloé de Longus
- Photographie : Pierre Petit, Jacques Robin
- Montage : Claude Bouheret
- Musique : Notis Mavroudis (el)
- Sociétés de production : Zigos Films
- Pays de production :  Grèce
- Langue originale : grec
- Format : Noir et blanc - 1,37:1 - Son mono
- Genre : drame sentimental
- Durée : 80 minutes
- Dates de sortie : 
  - Grèce : 23 septembre 1966 (Festival international du film de Thessalonique)

## Distribution
- Telis Zotos : Giorgos
- Élisabeth Wiener : Chloé
- Elli Romanou : Chloé enfant
- Alexandra Ladikou (el) : la mère de Chloé
- Thanos Pappas : Giannis
- Charles Jarrel : Milton
- Olympia Papadouka : la nourrice
- Dominique Paturel
- Jean-Claude Sussfeld